# Ensembl
Ensembl是一项生物信息学研究计划，旨在开发一种能够对真核生物基因组进行自动诠释（automatic annotation）并加以维护的软件。该计划由英国维康基金桑格研究院及欧洲分子生物学实验室所属分部欧洲生物信息研究所共同协作运营，这是为了回应人类基因组计划即将完而于1999年启动的。在存在10年之后，Ensembl的目标仍然是为遗传学家，分子生物学家和其他研究人员研究我们自己的物种和其他脊椎动物和模式生物的基因组而提供集中的资源。Ensembl是几个知名的基因组浏览器之一，用于检索基因组学信息。
相似的数据库和浏览器还有美国国家生物技术信息中心（National Center for Biotechnology Information，简称NCBI）和加州大学圣克鲁兹分校的UCSC基因组浏览器。

## 软件及数据
该计划开放所有源信息，所有由该计划所产生的数据及软件都可以免费及自由地从网络上获取并使用。
该计划所开发并使用的大部分软件是用Perl语言编写的，并基于BiopPerl的基础框架。其他基因组计划亦可轻易使用Perl语言的应用程序接口（Application programming interface，API）。比方说，可以使用它对基因或者克隆目录进行诠释。

## 参阅
- 美国国家生物技术信息中心（NCBI）
- UCSC基因组浏览器（英语：Genome browser）